# Джельсомино в Стране лжецов
«Джельсоми́но в Стране́ лжецо́в» (итал. Gelsomino nel paese dei bugiardi) — сказка Джанни Родари. Впервые была опубликована в 1959 году.

## Сюжет
В начале сказки автор сообщает читателю, что услышал эту историю из уст самого Джельсомино. Мальчик по имени Джельсомино от рождения обладает необыкновенно мощным голосом, способным разрушать стены, но этот дар несёт сплошные неприятности. Мнительные соседи не дают Джельсомино покоя: одни из них считают его добрым волшебником, другие — злым колдуном.
В один прекрасный день Джельсомино уходит из дому и отправляется странствовать по свету в поисках счастья. Спустя некоторое время он попадает в фантастическую Страну лжецов. По приказу короля Джакомоне (в русских переводах — Джакомона), бывшего пирата, вместе со своей бандой захватившего власть, все в этой стране, даже животные, обязаны постоянно лгать. Кошкам велено лаять, собакам — мяукать; лошади мычат, а коровы — ржут. Дети в школе учат таблицу умножения шиворот-навыворот. Художник должен рисовать лошадь с тринадцатью ногами, верблюда с пятью горбами, а портреты людей — с шестью глазами и тремя носами. В булочной продают чернила, которые называют хлебом, в ходу только фальшивые монеты, а обо всех событиях жители страны узнают из газеты «Образцовый лжец», полной вывернутых наизнанку фактов и ложных сообщений.
От голоса Джельсомино оживает котёнок по имени Цоппино (в некоторых русских переводах ему соответствует Кошка-Хромоножка), нарисованный девочкой Ромолеттой на стене мелом и получивший своё имя из-за того, что у него было всего три лапы (четвёртую Ромолетта не успела нарисовать). Вскоре у Джельсомино и Хромоножки появляются новые друзья: художник Бананито, девочка Ромолетта, тётушка Кукуруза (старуха двух метров роста, тётя Ромолетты) и старьёвщик Бенвенуто-не-сидящий-ни-минуты (Бенвенуто-не-присядь-ни-на-минуту). Друзья узнают тайну короля Джакомона: оказывается, король врёт, будто у него чудесные рыжие волосы, на самом же деле он лыс и носит парик, чтобы скрыть лысину. С помощью своего дара и новых друзей Джельсомино разоблачает короля и возвращает в город правду.
Свергнутый Джакомоне чуть было не становится президентом клуба лысых, однако предпочитает оставить страну в поисках лучшей доли. Джельсомино же со временем становится знаменитым певцом, сменив имя на более звучное, и выступает по всему миру.

## Переводы на русский
Существует несколько переводов:
- 1960 — О. Иваницкий и А. Махов (Страна Лжецов, Джакомон, Кошка-Хромоножка, Кукуруза).
  - 2012 — выпущен чуть изменённый перевод за авторством только Махова.
- 1969 — Ирина Константинова и Юрий Ильин (Страна Лгунов, Джакомоне, Цоппино, Панноккья).
  - 1992 — выпущен перевод за авторством только Константиновой.
  - 1993 — выпущен перевод за авторством только Ильина.
- 2009 — С. Артемьев
- 2015 — Ирина Константинова и Лев Тарасов

## Список глав
| Номер | Оригинал                                                              | Перевод О. Иваницкого и А. Махова (1960)                             | Перевод И. Константиновой и Ю. Ильина (не позднее 1980)                                                              | Перевод Александра Махова (2012)                                        |
| ----- | --------------------------------------------------------------------- | -------------------------------------------------------------------- | --- | ----------------------------------------------------------------------- |
| 1     | Gelsomino risponde all’appello, segna una rete; poi viene il bello    | Стоит Джельсомино раскрыть рот, как мяч уже в сетке ворот            | Глава первая, в которой Джельсомино забивает гол, а потом начинается самое интересное                                | Стоит Джельсомино раскрыть рот, как мяч влетает в сетку ворот           |
| 2     | Al vicinato non far sapere che la tua voce matura le pere             | Джельсомино не повезло — против него поднялось всё село              | Глава вторая, прочитав которую, вы поймёте, что если от вашего голоса падают груши, то лучше скрывать это от соседей | На сей раз голос и груши в саду героя нашего ввергли в беду             |
| 3     | Qui assisterete con Gelsomino alla nascita di Zoppino                 | Джельсомино знакомится случайно с кошкой несколько необычайной       | Глава третья, в которой вы узнаете, откуда взялся Цоппино                                                            | Джельсомино встречает кошку со странной кличкой — Хромоножка            |
| 4     | Storia breve ma senza riguardi del paese dei bugiardi                 | Здесь мы приводим с кошкиных слов правдивый рассказ о Стране лжецов  | Глава четвёртая, в которой вы найдёте краткое, но весьма полное описание Страны Лгунов                               | Здесь мы приводим с Кошкиных слов правдивый рассказ о Стране лжецов     |
| 5     | Zoppino scopre per combinazione le cento parrucche di rè Giacomone    | Кошка-Хромоножка увидала с балкона сто париков короля Джакомона      | Глава пятая, в которой Цоппино случайно узнаёт тайну короля Джакомоне                                                | Кошка-хромоножка увидела с балкона рыжий парик короля Джакомона         |
| 6     | Prima un discorso sfortunato, poi Zoppino è catturato                 | Рано утром смех и гомон разбудили Джакомона                          | Глава шестая, в которой вы услышите неудачную речь и увидите, как Цоппино попадает в плен                            | Хохот на площади, крики «браво!», и началась на смутьянов облава.       |
| 7     | Qui Zoppino senza esitare insegna ai gatti a miagolare                | Кошка-Хромоножка без лишних слов учит мяукать глупых котов           | Глава седьмая, в которой Цоппино даёт уроки мяуканья                                                                 | Кошка-хромоножка без лишних слов учит мяукать глупых котов              |
| 8     | Bananito, pittor di cartello, lascia il pennello e prende il coltello | Бананито — наш художник, бросив кисть, хватает ножик                 | Глава восьмая, в которой знаменитый художник Бананито оставляет кисти и берётся за нож                               | Бананито — мастер на все руки, бросив кисть, хватает нож от скуки       |
| 9     | Gelsomino in cantina, con Domisol, maestro in rovina                  | Джельсомино наконец выступает, как певец                             | Глава девятая, в которой Джельсомино поёт сначала в подвале, а потом в гостях у директора городского театра          | Маэстро Домисоль стал первым по праву, кто предсказал Джельсомино славу |
| 10    | Gelsomino canta in scena, con Domisol, maestro in pena                | Наш герой запел со сцены — в театре рухнули все стены                | Глава десятая, в которой Джельсомино выступает с концертом                                                           | Наш герой запел со сцены — в театре рухнули все стены                   |
| 11    | Se un pittore sa il suo mestiere le cose belle diventano vere         | И сила таланта и правда нужна, чтоб ожил образ, сойдя с полотна      | Глава одиннадцатая, из которой видно, что всё нарисованное настоящим художником не только прекрасно, но и правдиво   | Сила таланта и правда нужна, чтоб ожил образ, сойдя с полотна           |
| 12    | Qui Zoppino legge il giornale e all’ultima pagina resta male          | Читая газету «Образцовый лжец», Кошка-Хромоножка расстроилась вконец | Глава двенадцатая, в которой Цоппино читает газету и узнаёт из неё скверные новости                                  | Читая газету «Образцовый лжец», Кошка-хромоножка расстроилась вконец    |
| 13    | Nei paese della bugìa la verità è una malattia                        | Есть закон в Стране лжецов: кто не врёт, тот нездоров                | Глава тринадцатая, из которой вы узнаете о том, что правда в Стране Лгунов — это болезнь                             | Есть закон в Стране лжецов: кто не врёт, тот нездоров                   |
| 14    | Udrete la storia e l’accaduto di Benvenuto — Mai seduto               | Что случилось с Бенвенуто-Не-сидящим-ни-минуты                       | Глава четырнадцатая, из которой вы узнаете историю Бенвенуто-Не-Присядь-Ни-На-Минуту                                 | О том, почему Бенвенуто не должен сидеть ни минуты                      |
| 15    | Bananito va in prigione e con la matita fa colazione                  | Узнаете вы, как и почему наш Бананито угодил в тюрьму                | Глава пятнадцатая, в которой Бананито переселяется в тюрьму и готовит себе завтрак при помощи карандаша              | У арестанта аппетит взыграл, и он глазунью нарисовал                    |
| 16    | Bananito ministro del rè; cade in disgrazia; udrete perché            | Министром Бананито стал, но вскоре потерпел провал                   | Глава шестнадцатая, в которой Бананито становится министром и тут же впадает в немилость                             | Бананито министром становится, но художнику не поздоровится             |
| 17    | In fin del capitolo Zoppino ridiventa un disegnino                    | Пожертвовав лапой, Кошка-Хромоножка спасает узника через окошко      | Глава семнадцатая, в конце которой Цоппино снова становится рисунком                                                 | Жертвуя лапой, Кошка-хромоножка узника спасает через окошко             |
| 18    | Date l’ultimo saluto a Benvenuto — Mai seduto                         | Прочтёте здесь, как Бенвенуто прожил последние минуты                | Глава восемнадцатая, в которой вы проститесь с Бенвенуто-Не-Присядь-Ни-На-Минуту                                     | Здесь вы узнаете, как Бенвенуто прожил последние минуты                 |
| 19    | Gelsomino canta sul serio; segue una furia e un putiferio             | Всем опостылели былые враки, и больше не мяукают собаки              | Глава девятнадцатая, в которой Джельсомино поёт во всё горло и устраивает страшный переполох                         | Джельсомино запел в полную силу, и ложь в стране как ураганом смыло     |
| 20    | Gelsomino con una canzone mette in fuga anche Giacomone               | От королевства Джакомона осталась лишь одна колонна                  | Глава двадцатая, в которой Джельсомино своим пением изгоняет из страны короля Джакомоне                              | От королевства Джакомона осталась лишь одна колонна                     |
| 21    | Per non fare torto a nessuno Gelsomino fa «uno a uno»                 | Конец у нашей повести простой: не должно споры разрешать войной      | Глава двадцать первая, в которой Джельсомино, чтобы никого не обидеть, забивает гол, а за ним и другой               | Чтоб не было споров у ворот, Джельсомино сравнивает счёт                |

## Фразы
Само понятие «Страна лжецов» стало метафорой лицемерной и двуличной политики. Имя Джельсомино в Италии стало нарицательным, при этом оно может использоваться и с негативным оттенком (горлопан, крикун, человек с громким до неприличия голосом).

## Экранизации и пьесы
- 1966 — пьеса «Джельсомино в стране лжецов» Лии Гераскиной.
- 1977 — музыкальный кинофильм Тамары Лисициан «Волшебный голос Джельсомино».
- 1979 — пьеса Льва Новогрудского «Голос Джельсомино».
- 1997 — полнометражный художественный фильм, основанный на сочетании игрового кино и мультипликации, вольная интерпретация «Джельсомино в стране лжецов», — «Лоренц в стране лжецов» (нем. Lorenz im Land der Lügner, Германия, реж. Юрген Брауэр).
- 2016 — пьеса «Джельсомино в стране лжецов» Дианы Штайн[1].

## Театральные постановки
- 1978 — Московский драматический театр имени А. С. Пушкина, «Джельсомино в стране лжецов», режиссёр Борис Толмазов[2].
- 2015 — Казанский государственный театр юного зрителя, мюзикл «Джельсомино в стране лжецов», режиссёр Туфан Имамутдинов[3].
- 2017 — Национальный академический драматический театр имени Ивана Франко, музыкальный спектакль «Джельсомино в стране лжецов», режиссёр Диана Штайн[4].

## Главные герои
- Джельсоми́но (итал. Gelsomino, в переводе на русский это слово означает «жасмин») — главный герой произведения, добрый и рассудительный юноша с волшебным голосом.
- Цоппи́но или Ко́шка-Хромоно́жка (итал. Zoppino, в переводе на русский это слово означает «хромой») — нарисованный мелом котёнок (взрослая кошка), которому (которой) забыли нарисовать одну лапу. Забавная, хитрая, справедливая. Умеет читать, писать и говорить по-человечески.
- Панно́ккья или Тётушка Кукуру́за (итал. Pannocchia, в переводе на русский это слово означает «кукурузный початок») — симпатичная почтенная старушка, любительница правды и ненавистница лжи. Имеет двухметровый рост, выглядит сухой и строгой. Подкармливает кошек.
- Ромоле́тта (итал. Romoletta) — племянница тётушки Кукурузы, нарисовавшая когда-то Цоппино (Кошку-Хромоножку). Носит мальчишескую одежду.
- Король Джакомо́н (итал. Giacomone) — главный антагонист повести. Правитель Страны Лжецов и бывший атаман пиратов. Был лысый, скрывая это многочисленными париками. На людях появлялся в оранжевом парике.
- Банани́то (итал. Bananito) — художник, умеющий рисовать живые картинки.
- Бенвену́то-не-сидя́щий-ни-мину́ты или Бенвенуто-не-присядь-ни-на-минуту (итал. Benvenuto — Mai seduto) — человек, который старел каждый раз, когда садился, и помог многим людям.
- Калиме́р Ве́ксель или Калимеро Денежный Мешок — доносчик и хозяин дома тётушки Кукурузы, обезумевший в сумасшедшем доме.

## Восприятие
Сказка очевидно напоминает закончившийся незадолго до её написания период итальянского фашизма. Страсть Джакомона к произнесению «громовых речей с балконов» безошибочно указывает на то, что под Джакомоном и исходящим от него «законом о всеобщем вранье» Родари в своей повести подразумевает Бенито Муссолини и его лживую, выворачивающую шиворот-навыворот общественные явления и моральные понятия демагогию. А голос народной правды выведен в сказке как разрушающий стены тюрем голос Джельсомино.
По утверждению Евгения Брандиса, повесть «Джельсомино в стране лжецов» является настолько же сказочной, насколько и политической. Брандис находил также любопытным, что произведение Родари перекликается со сказкой Юрия Олеши «Три толстяка». Также критики находят сходство в сказке с вышедшей за 10 лет до неё антиутопией Джорджа Оруэлла «1984» — но если в написанной для взрослых книге Оруэлла основой тоталитарной деспотии являются страх и террор, то в написанной для детей сказке Родари — ложь и обман.